# UNFICYP
UNFICYP je poslanstvo Združenih narodov na Cipru. Zagotavlja uveljavljanje in izpolnjevanje mednarodne mirovne pogodbe med Ciprskimi Grki in Turki.
Slovenija je v tem poslanstvu sodelovala od leta 1997 do leta 2001. Jeseni leta 1997 je Slovenija napotila na nalogo oddelek, ki je deloval kot samostojna enota v sestavi avstrijskega kontingenta. Kasneje, v drugi polovici leta 1998, pa je enoto povečala na velikost voda.